# ProChrist
ProChrist is een evangelisatiecampagne die met behulp van satellietverbindingen gelijktijdig in honderden plaatsen in Europa plaatsvindt. Het evenement wordt georganiseerd door christenen uit verschillende kerken en is nauw verbonden met de jongerenorganisatie YMCA. Het doel is om mensen te interesseren voor  het geloof in God. 

## Opzet
Het principe van ProChrist bestaat uit een grote samenkomst die live wordt uitgezonden en in een groot aantal plaatselijke samenkomsten op schermen wordt getoond. De plaatselijke samenkomsten nemen het centrale programma over, aangevuld met lokale programmaonderdelen. Het programma bestaat uit muziek, interviews, theater en toespraken. Hoofdspreker is Ulrich Parzany. 

## Eerdere ProChrist acties
- 1993 vanuit Essen
- 1995 vanuit Leipzig
- 1997 vanuit Neurenberg
- 2000 vanuit Bremen
- 2003 vanuit de Grugahalle in Essen (16 - 23 maart)
- 2010 vanuit Augsburg

Aan ProChrist 2000 werd door 1200 plaatsen meegedaan, onder andere in Duitsland, Oostenrijk, Zwitserland, Frankrijk, Polen, Hongarije. Het totale bezoekersaantal was 1,4 miljoen bezoekers. Het programma werd simultaan vertaald in 15 talen. 
In 2003 vond ProChrist plaats in 16 Europese landen in 1300 plaatsen met 1,8 miljoen bezoekers. 

## ProChrist 2006
ProChrist 2006 vond plaats op 19 - 26 maart in de Olympiahal in München. Het thema was Twijfel en verwondering. 
Deze ProChristcampagne werd voor het eerst ook in Nederland gevoerd. De Nederlandse Christelijke Gemeenschapsbond en de Evangelische Alliantie ondersteunden deze campagne. De organisatie kon echter op weinig animo rekenen. Slechts vijf kerkelijke gemeentes namen deel, waaronder Leiden, Wierden en Zwolle.

## ProChrist 2009
De vierde editie, ProChrist 2009, vond plaats van 29 maart tot en met 5 april in Chemnitz. Het thema is Twijfelen en verbazen. Plaatsen in Nederland als Nijverdal en Vriezenveen hebben in die week elke avond een (semi)live verbinding met Chemnitz waar de toespraak werd gehouden.

## ProChrist 2010 Wierden en omstreken
Diverse christenen uit een groot aantal kerken uit Wierden en omgeving wist de hoofdspreker van ProChrist - ds. Ulrich Parzany zover te krijgen om van 14 t/m 21 maart 2010 acht avonden achter elkaar een toespraak over belangrijke levensvragen te houden. Deze keer dus zonder satellietverbinding, maar live vanuit Het Anker te Wierden. 